# Carl David Stegmann
Carl David Stegmann (Dresden, 1751 – Bonn, 27 de maig de 1826) fou un tenor, organista, director d'orquestra i compositor alemany.
Estudià en l'escola de la Creu de la seva ciutat natal i després tingué com a professor de violí en Weiss. El 1772 es presentà com a tenor a Breslau (avui, Wroclaw), sent contractat per a Königsberg, però no tardà a abandonar l'escena, sent nomenat llavors director de concerts del príncep-bisbe d'Emerland i el 1778 director d'orquestra de l'Òpera d'Hamburg, càrrec que servà fins al 1798.
Va compondre les òperes: Der Kaufmann von Smyrna (Konigsberg, 1773); Das redende Gemalde; Die Recruten auf dem Lande (1775); Apollon unter den Hirtem; Erwin und Elmire; Clarisse; Die herschaftliche Küche; Philemon und Baucis i Macbeth. També va compondre obertures, marxes, poloneses, simfonies, concerts per a diversos instruments, quartets, trios, sonates, cors i nombroses melodies vocals.